# Nicolò Barella
Nicolò Barella (n. 7 februarie 1997, Cagliari, Italia) este un fotbalist profesionist italian care joacă ca mijlocaș pentru clubul din Serie A, Inter Milano și echipa națională a Italiei.